# Park Ji-sun
Park Ji-sun (en coreano: 박지선; Bupyeong-gu, 3 de noviembre de 1984 – Mapo-gu, 2 de noviembre de 2020) fue una actriz y comediante surcoreana, reconocida por su participación en el programa de humor Gag Concert y en la serie de televisión High Kick! En 2007 ganó un premio KBS Entertainment en la categoría de mejor nueva estrella.

## Biografía

### Carrera
Park nació el 3 de noviembre de 1984 en el distrito de Bupyeong, Incheon. Cursó estudios superiores en la Universidad de Corea antes de tomar la decisión de convertirse en comediante. Su debut llegó en 2007 de la mano de la reconocida cadena Korean Broadcasting System y su concurso anual para encontrar nuevos talentos en el mundo de la comedia.
Hizo su primera aparición en los medios surcoreanos como miembro del elenco del programa Gag Concert. Su desempeño le valió el reconocimiento en su país y el galardón como la mejor nueva estrella en la gala de los premios KBS Entertainment en 2007. Entre 2011 y 2012, Park integró el elenco del programa juvenil de comedia High Kick! en su tercera temporada junto con otros actores y humoristas como Huyen Chi, Hanh Phuc, Ngo Minh Triet y Tran Vu.

### Fallecimiento
Park falleció el 2 de noviembre de 2020 a los treinta y cinco años. Tras varios intentos infructíferos de comunicarse con ella telefónicamente, su padre alertó a la policía. Varios agentes se dirigieron al hogar de Park en el distrito de Mapo en Seúl, donde hallaron muertas a la actriz y a su madre. Encontraron además una nota de suicidio, al parecer escrita por la madre de Park, cuyo contenido no se ha hecho público debido a la petición de la familia.
Park había estado recibiendo tratamiento por una condición médica no revelada y le manifestó a un periodista durante una llamada telefónica el 23 de octubre de 2020 que iba a ser operada y se concentraría en su total recuperación en el mes de noviembre. También tenía una enfermedad crónica de la piel y una alergia a la luz solar. La causa de la muerte es actualmente desconocida, pero la policía sospecha que se trata de un suicidio. Tras su fallecimiento, varias celebridades de los medios surcoreanos como Key, Leeteuk, Junho y Kim Ji Min expresaron sus condolencias a través de las redes sociales.